# ليدي غوميز
ليدي غوميز (من مواليد 12 ديسمبر 1981) سياسية من فنزويلا، عضو في العمل الديمقراطي والحاكم الحالي لتاتشيرا.
ولدت غوميز في روبيو في بلدية جونين في تاشيرا فنزويلا، وأصبحت حاكم لتاتشيرا في عام 2017.